# Compact Disco

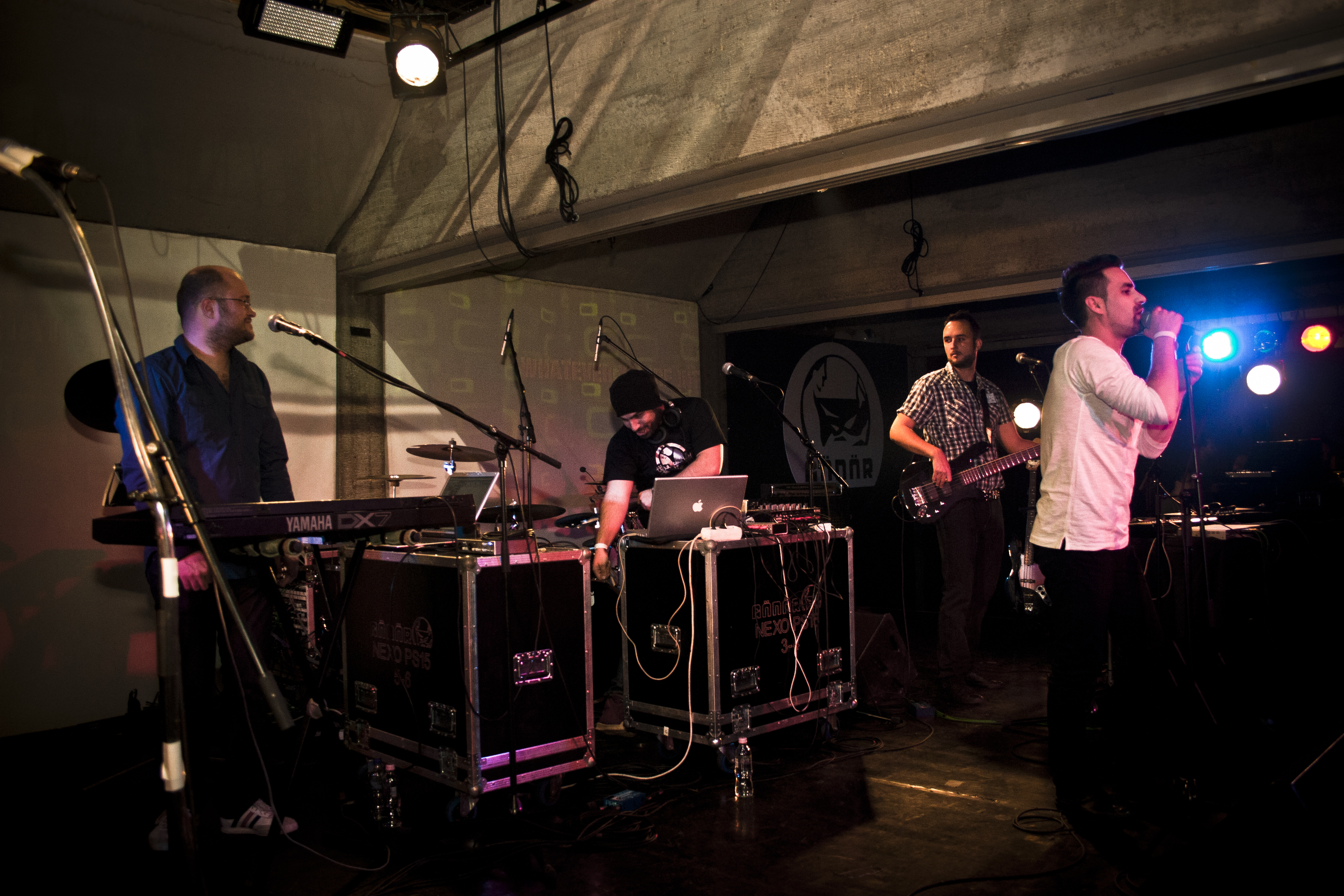
Compact Disco 2010

Compact Disco é uma banda húngara de rock electrónico e um quarteto de produção musical radicado em Budapeste, fundada em 2008 por três músicos de diferentes formações musicais.

## Eurovisão 2012
Em 2012 participaram no concurso para eleger o representante da Hungria na Eurovisão (A Dal) com a música "Sound of our hearts". Eles venceram a final nacional em 11 de Fevereiro, que representarão seu país no Festival Eurovisão da Canção 2012 em Baku, Azerbaijão.

## Membros
- Behnam Lotfi - loops, batidas, trilhas, efeitos adicionais (2008-presente)
- Pál Gábor - teclados (2008-presente)
- Attila Sandor - baixo (2010-presente)
- Csaba Walko - vocal (2008-presente)